# 길림신문
길림신문은 1985년 4월1일에 창간된 길림성 조선문 당기관지로서 중국의 개혁개방정책과 중국사회 경제, 문화, 교육, 과학, 관광, 스포츠 등 분야를 폭넓게 다루면서 특히 200만 한민족들의 생활현상과 관련 뉴스를 주제로 취급하는 성급 언론매체이다. 길림신문은 길림성 당위원회 조선문 기관지로 길림일보미디어그룹에 속하는 성급 언론지이다. 현재 취재 기자 20여명이 있으며 발행부수는 1만 2천부이다.